# East Broadway (stacja metra)
East Broadway – stacja metra nowojorskiego, na linii F. Znajduje się w dzielnicy Manhattan, w Nowym Jorku i zlokalizowana jest pomiędzy stacjami Delancey Street - Essex Street i York Street. Została otwarta 1 stycznia 1936.